# Cattedrale di Maria Assunta (Baia Mare)
La cattedrale di Maria Assunta (in rumeno: Catedrala Adormirea Maicii Domnului) è la chiesa cattedrale dell'eparchia di Maramureș. Si trova nella città di Baia Mare, in Romania.
La pietra angolare di Chiesa greco cattolica di Maria Assunta fu posta nel 1905. La chiesa è cattedrale de jure dell'eparchia di Maramures. Attualmente in uso da parte della chiesa ortodossa rumena e non ancora da essa restituita alla chiesa greco-cattolica rumena.